# Brenthis adula
Brenthis adula är en fjärilsart som beskrevs av Hans Fruhstorfer 1910. Brenthis adula ingår i släktet Brenthis och familjen praktfjärilar. Inga underarter finns listade i Catalogue of Life.